# Павук у павутині
«Павук у павутині» («Spider in the Web») — шпигунський кінотрилер 2019 року, знятий режисером Ераном Ріклісом, з Беном Кінгслі і Монікою Беллуччі у головних ролях.

## Сюжет
Постарілий таємний агент Адерет з жахом усвідомлює, що керівництво списують його з рахунків. У прагненні довести свою спроможність, Адерет приймається за останнє завдання, коли нападає на слід великого постачальника хімічної зброї. Знову вплутавшись у знайому гру в кішки-мишки, Адерет поступово розуміє, що з мисливця перетворився на жертву.

## У ролях
- Бен Кінгслі — Адерет
- Моніка Беллуччі — Анджела
- Ітай Тіран — Даніель
- Філіп Пеетерс — роль другого плану
- Марсель Хенсема — Руд ван дер Вен
- Макрам Хурі — Надер Кадир
- Хільде Ван Міхем — Анн-Марі
- Кен Мюлдерманс — Ерік Геваертс
- Труус де Бур — офіціантка
- Люк Вінз — Александер
- Аббас Ширафкан — викрадачка
- Нуреддін Фарихі — викрадач
- Курт Де Меутер — ріелтор
- Стіліан Келі — водій невідомого автомобілю
- Якуп Узун — бізнес-консультант
- Сі Сі Денейра — співробітниця штабу
- Алії Сабедін — агент Моссад
- Даніель Бронжер — агент Моссад
- Вім Пулінкс — поплічник
- Шон Тало — Шон
- Стейн Вандепут — перехожий

## Знімальна група
- Режисер — Еран Рікліс
- Сценаристи — Гідон Марон, Еммануель Наккаш
- Оператор — Річард Ван Остерхаут
- Композитор — Джонатан Рікліс
- Художник — Мерійн Сеп